# Jacques Otmezguine
 (octobre 2024).
Si vous disposez d'ouvrages ou d'articles de référence ou si vous connaissez des sites web de qualité traitant du thème abordé ici, merci de compléter l'article en donnant les références utiles à sa vérifiabilité et en les liant à la section « Notes et références ».
Jacques Otmezguine est un réalisateur et scénariste français.

## Biographie
Il a commencé sa carrière comme reporter photographe et a tourné ensuite des publicités, films d'entreprise et documentaires. Le film Prunelles Blues lui fit gagner sa popularité.
En 2024, son film Le Choix du pianiste est présenté en première française au festival du film francophone d’Angoulême 2024, avant de sortir en salles le 8 janvier 2025.

## Filmographie

### Cinéma
- 1986 : Prunelles Blues
- 1997 : Bruits d'amour
- 1999 : Un chat dans la gorge
- 2002 : Une employée modèle
- 2005 : Trois couples en quête d'orages
- 2024 : Le Choix du pianiste

### Télévision
- 1992 : Pour trois jours de bonheur
- 1993 : Le Secret d'Elissa Rhaïs
- 1996 : Le Rêve d'Esther
- 1996 : La Peau du chat
- 1996 : Elle a l'âge de ma fille
- 1999 : Un bonheur si fragile
- 2000 : Julien l'apprenti
- 2003 : Un été amoureux
- 2003 : De soie et de cendre
- 2007 : La Promeneuse d'oiseaux
- 2008 : Le Sanglot des anges
- 2010 : La Maison des Rocheville